# Ulrike Hauröder-Strüning
Ulrike Hauröder-Strüning (* 17. Dezember 1956) ist eine Geologin. Sie war vom 2. Januar 2017 bis zum 31. März 2023 Präsidentin des Bundesamtes für Infrastruktur, Umweltschutz und Dienstleistungen der Bundeswehr (BAIUDBw) in Bonn.

## Leben
Hauröder-Strüning studierte Geologie in Bonn. Von 1984 bis 1990 war sie im Amt für Wehrgeophysik in Traben-Trarbach tätig. Anschließend wurde sie bis 1997 im Bundesministerium der Verteidigung (BMVg) in Bonn als Referentin in der Abteilung S verwendet. Von 1997 bis 2004 war Hauröder-Strüning Sonderbeauftragte für die Unterbringung des BMVg. 2004 war sie zunächst Referatsleiterin WV IV 3 im BMVg und dort zuständig für nachhaltige Entwicklung, Umwelt- und Brandschutz sowie den Transport von Gefahrgut. Im gleichen Jahr wechselte sie als Referatsleiterin ins Referat WV III 6/8 „Infrastrukturangelegenheiten der Wehrbereiche, Unterbringung des BMVg in Bonn und Berlin“. 2008 wurde Hauröder-Strüning Ministerialdirigentin und Unterabteilungsleiterin WV III „Infrastruktur“ im BMVg. Seit 2012 trug die Unterabteilung die Bezeichnung IUD I „Infrastruktur“. Von 2017 bis Ende März 2023 war sie Präsidentin des BAIUDBw. Bei Amtsantritt war sie die erste Präsidentin einer Bundesoberbehörde im Geschäftsbereich des BMVg. Mit einem Festakt und anschließender Serenade verabschiedete Verteidigungsminister Boris Pistorius sie am 22. März 2023 in den Ruhestand.

## Privates
Hauröder-Strüning wuchs in Andernach auf und wohnt mit ihrer Familie in Wittlich. Auch ihr Vater Franz Hauröder war in der Bundeswehrverwaltung tätig.